# Linn (Vorname)
Linn ist ein weiblicher und männlicher Vorname.

## Herkunft und Bedeutung
Der weibliche Name ist die schwedische und norwegische Kurzform von Linnéa oder ähnlich klingender Namen.

## Bekannte Namensträger

### Weiblich
- Linn Blohm (* 1992), schwedische Handballspielerin
- Linn Gestblom (* 1994), schwedische Biathletin
- Linn Gossé (* 1986), norwegische Handballspielerin
- Linn Hansén (* 1983), schwedische Dichterin und Redakteurin
- Linn-Ida Murud (* 1995), norwegische Freestyle-Skierin
- Linn M. Persson (* 1972), schwedische Umweltchemikerin
- Linn Reusse (* 1992), deutsche Schauspielerin und Synchronsprecherin
- Linn Selle (* 1986), Präsidentin der Europäischen Bewegung Deutschland
- Linn Skåber (* 1970), norwegische Schauspielerin, Komikerin und Schriftstellerin
- Linn Sömskar (* 1989), schwedische Skilangläuferin
- Linn Strømsborg (* 1986), norwegische Schriftstellerin
- Linn Jørum Sulland (* 1984), norwegische Handballspielerin
- Linn Svahn (* 1999), schwedische Skilangläuferin
- Linn Torp (* 1977), norwegische Radrennfahrerin
- Linn Ullmann (* 1966), norwegische Schriftstellerin, Journalistin und Kinderdarstellerin

### Männlich
- Linn Banks (1784–1842), US-amerikanischer Politiker
- Linn Boyd (1800–1859), US-amerikanischer Politiker
- Willis Linn Jepson (1867–1946), US-amerikanischer Botaniker